# James Fleet
James Fleet (Bilston, Inglaterra; 11 de marzo de 1952) es un actor británico.

## Biografía
Es hijo de Christine, una escocesa y de Jim Fleet, un inglés. James se entrenó en el "Royal Scottish Academy of Music and Drama". Está casado con la actriz Jane Booker, la pareja tiene un hijo, Hamish Fleet.

## Carrera
En 2010 apareció como invitado en la serie británica Coronation Street, donde dio vida a Robbie Sloane, un excompañero de celda de Tony Gordon.
En 2014 se unió al elenco recurrente de la primera temporada de la serie Outlander, donde interpreta al reverendo Reginald Wakefield.

## Filmografía (parcial)
Televisión
- The Omega Factor (1 episodio, 1979)
- Grange Hill (1 episodio, 1983)
- Dempsey and Makepeace (1 episodio, 1985)
- Still Crazy Like a Fox (1987)
- Ruth Rendell Mysteries (2 episodios, 1989)
- Boon (1 episodio, 1991)
- Great Performances (1 episodio, 1992)
- Advocates II (1992)
- Little Dorrit (9 episodios, 2008)
- Skins (1 episodio, 2009)
- Hotel Babylon (1 episodio, 2009)
- Micro Men (2009)
- Coronation Street (7 episodios, 2010)
- Death Comes to Pemberley (2 episodios, 2013)
- It's Kevin (4 episodios, 2013)
- Big Bad World (5 episodios, 2013)
- Citizen Khan (serie de televisión, 2013)
- Father Brown (2014)
- Bad Education (2014)
- Blandings (2014)
- Plebs (2014)
- Outlander (6 episodios, 2014-2016)
- Love and Friendship (película para televisión, 2015)
- Partners in Crime (6 episodios, 2015)
- Top Coppers (2 episodios, 2015)
- Indian Summers (4 episodios, 2016)
- Houdini and Doyle  (2016)
- The Hollow Crown (2016)
- Tracey Ullman's Show  (2017)
- Urban Myths (2017)
- Hospital People (episodio: "The Charity Single", 2017)
- Unforgotten (6 episodios, 2018)
- Patrick Melrose (episodio: "Never Mind", 2018)
- Thanks for the Memories (2 episodios, 2019)
- The Watch (2020)
- The Pale Horse (2020)
- Belgravia (2020)
- Bridgerton (2020)

Cine
- Defence of the Realm (1985)
- Blue Black Permanent (1992)
- Cuatro bodas y un funeral (1994)
- El efecto mariposa (1995)
- Sense and Sensibility (1995)
- El fantasma de la opera (2004)
- Blackball (2003)

### Teatro
| Año  | Obra       | Personaje | Director (a)  | Teatro          | Notas                                            |
| ---- | ---------- | --------- | ------------- | --------------- | ------------------------------------------------ |
| 2007 | Cloud Nine | Cathy     | Thea Sharrock | Almeida Theatre | junto a Nicola Walker, Bo Poraj y Tobias Menzies |